# Aproximación WKB
En física, la aproximación WKB es un método para encontrar soluciones aproximadas a ecuaciones diferenciales lineales con coeficientes variables. Se usa especialmente para cálculos semiclásicos en mecánica cuántica en los que la función de onda se escribe como una exponencial cuya amplitud o fase 
varían lentamente. 
El nombre de este método es un acrónimo de aproximación Wentzel-Kramers-Brillouin. Otros acrónimos usualmente usados son aproximación JWKB y aproximación WKBJ, donde la "J" representa a Jeffreys.

## Breve historia
Este método lleva el nombre de los físicos Wentzel, Kramers, y Brillouin,  quienes lo desarrollaron en 1926. En 1923, el matemático Harold Jeffreys desarrolló un método general de aproximación a soluciones lineales de ecuaciones diferenciales de segundo orden que incluía la  ecuación de Schrödinger. A pesar de que la ecuación de Schrödinger fue propuesta dos años después, Wentzel, Kramers y Brillouin parece que no estaban al tanto del trabajo previo de Jeffreys por lo que a veces se excluye a éste del reconocimiento. Los primeros textos de mecánica cuántica contienen combinaciones de sus iniciales, que incluyen WBK, BWK, WKBJ, JWKB y BWKJ. 
Referencias anteriores al método son:
Carlini en 1817, Liouville en 1837, Green en 1837, Rayleigh en 1912 y Gans en 1915. Liouville y Green pueden ser llamados los fundadores del método, en 1837, y esto es también comúnmente llamado como "Liouville-Green" o "método LG".
La importante contribución de Jeffreys, Wentzel, Kramers y Brillouin al método fue la inclusión del tratamiento momentos, conectando la Fugacidad y oscillatorio soluciones en ningún lado del momento. Por ejemplo, esto puede ocurrir en la ecuación de Schrödinger, ambos para un pico potencial de energía.

## Método WKB
En general, la teoría WKB es un método para aproximar la solución de una ecuación diferencial cuya más alta derivada va multiplicada por un pequeño parámetro ε. El método de aproximación es como sigue. Dada una ecuación diferencial

{\displaystyle \epsilon {\frac {\mathrm {d} ^{n}y}{\mathrm {d} x^{n}}}+a(x){\frac {\mathrm {d} ^{n-1}y}{\mathrm {d} x^{n-1}}}+\cdots +k(x){\frac {\mathrm {d} y}{\mathrm {d} x}}+m(x)y=0}

Asume una solución de la forma de una expansión de serie asintótica

{\displaystyle y(x)\sim \exp \left[{\frac {1}{\delta }}\sum _{i=0}^{\infty }\delta ^{i}S_{i}(x)\right]}

En el límite {\displaystyle \delta \rightarrow 0}, la sustitución del ansatz anterior dentro de la ecuación diferencial y la cancelación de los términos exponenciales permite obtener la solución de un número arbitrario de términos {\displaystyle S_{i}(x)} de la expansión. La teoría WKB es un caso especial de Análisis de escala múltiple.

## Un ejemplo
Considere la ecuación diferencial lineal homogénea de segundo orden.
{\displaystyle \epsilon ^{2}{\frac {d^{2}y}{dx^{2}}}=Q(x)y}
donde {\displaystyle Q(x)\neq 0}. Reemplezando con
{\displaystyle y(x)=\exp \left[{\frac {1}{\delta }}\sum _{n=0}^{\infty }\delta ^{n}S_{n}(x)\right]}
resulta en la ecuación
{\displaystyle \epsilon ^{2}\left[{\frac {1}{\delta ^{2}}}\left(\sum _{n=0}^{\infty }\delta ^{n}S_{n}'\right)^{2}+{\frac {1}{\delta }}\sum _{n=0}^{\infty }\delta ^{n}S_{n}''\right]=Q(x)}
De primer orden, (suponiendo, por el momento, la serie será asintóticamente consistente) sobre él se puede aproximar como:
{\displaystyle {\frac {\epsilon ^{2}}{\delta ^{2}}}S_{0}'^{2}+{\frac {2\epsilon ^{2}}{\delta }}S_{0}'S_{1}'+{\frac {\epsilon ^{2}}{\delta }}S_{0}''=Q(x)}
En el límite {\displaystyle \delta \rightarrow 0}, el equilibrio dominante está dado por:
{\displaystyle {\frac {\epsilon ^{2}}{\delta ^{2}}}S_{0}'^{2}\sim Q(x)}
Por lo tanto δ es proporcional a ε. Valorizando a ellos igual y comparando podemos hacer:
{\displaystyle \epsilon ^{0}:\;\;\;S_{0}'^{2}=Q(x)}
La cual puede ser reconocida como la ecuación Eikonal, con solución
{\displaystyle S_{0}(x)=\pm \int _{x_{0}}^{x}{\sqrt {Q(t)}}\,dt}
En cuanto a las potencias de primer orden de {\displaystyle \epsilon } da
{\displaystyle \epsilon ^{1}:\;\;\;2S_{0}'S_{1}'+S_{0}''=0}
La cual es ecuación de transporte unidimensional, el cual tiene la solución
{\displaystyle S_{1}(x)=-{\frac {1}{4}}\log \left(Q(x)\right)+k_{1}.\,}
Y {\displaystyle k_{1}} es una constante arbitraria. Nosotros ahora tenemos un par de aproximaciones para el sistema(un par porque {\displaystyle S_{0}} puede tomar dos signos); la aproximación-WKB de primer orden será una combinación lineal de las dos:
{\displaystyle y(x)\approx c_{1}Q^{-{\frac {1}{4}}}(x)\exp \left[{\frac {1}{\epsilon }}\int _{x_{0}}^{x}{\sqrt {Q(t)}}dt\right]+c_{2}Q^{-{\frac {1}{4}}}(x)\exp \left[-{\frac {1}{\epsilon }}\int _{x_{0}}^{x}{\sqrt {Q(t)}}dt\right]}
Términos de mayor orden pueden ser obtenidos por examinar en ecuaciones para más altas potencia de ε. Explícitamente
{\displaystyle 2S_{0}'S_{n}'+S''_{n-1}+\sum _{j=1}^{n-1}S'_{j}S'_{n-j}=0}
para {\displaystyle n>2}. Este ejemplo viene de los libros de texto Bender y Orszag (ver referencias).

## Aplicación a la ecuación de Schrödinger
La ecuación de Schrödinger independiente del tiempo en una dimensión viene dada por:
{\displaystyle -{\frac {\hbar ^{2}}{2m}}{\frac {\mathrm {d} ^{2}}{\mathrm {d} x^{2}}}\Psi (x)+V(x)\Psi (x)=E\Psi (x)},
La cual puede reescribirse como:
{\displaystyle {\frac {\mathrm {d} ^{2}}{\mathrm {d} x^{2}}}\Psi (x)={\frac {2m}{\hbar ^{2}}}\left(V(x)-E\right)\Psi (x)}.
La función de onda puede reescribirse como la exponencial de otra función Φ (La cual esta estrechamente relacionada con la acción):
{\displaystyle \Psi (x)=e^{\Phi (x)},\!}
Así que:
{\displaystyle \Phi ''(x)+\left[\Phi '(x)\right]^{2}={\frac {2m}{\hbar ^{2}}}\left(V(x)-E\right),}
Donde Φ' indica la derivada de Φ con respecto a x. La derivada {\displaystyle \Phi '(x)} puede separarse en parte real e imaginaria introducciendo las funciones reales A y B:
{\displaystyle \Phi '(x)=A(x)+iB(x).\;}
La amplitud de la función de onda es entonces {\displaystyle \exp \left[\int ^{x}A(x')dx'\right]\,\!}, mientras que la fase es {\displaystyle \int ^{x}B(x')dx'\,\!}. Las partes real e imaginaria de la ecuación de Schrödinger entonces son:
{\displaystyle A'(x)+A(x)^{2}-B(x)^{2}={\frac {2m}{\hbar ^{2}}}\left(V(x)-E\right),}
{\displaystyle B'(x)+2A(x)B(x)=0.\;}
Tras esto, y usando la aproximación semiclásica, podemos escribir cada función como una serie de potencias en {\displaystyle \hbar }. Desde la ecuación, esto puede ser visto como que la serie de potencias puede comenzar con al menos un orden de {\displaystyle \hbar ^{-1}} para satisfacer la parte real de la ecuación. Con el fin de alcanzar un límite clásico bueno, es necesario comenzar con tan alta potencia de la constante de Planck como sea posible.
{\displaystyle A(x)={\frac {1}{\hbar }}\sum _{n=0}^{\infty }\hbar ^{n}A_{n}(x)}
{\displaystyle B(x)={\frac {1}{\hbar }}\sum _{n=0}^{\infty }\hbar ^{n}B_{n}(x)}
De primer orden en esta expansión, las condiciones sobre A y B pueden ser escritas.
{\displaystyle A_{0}(x)^{2}-B_{0}(x)^{2}=2m\left(V(x)-E\right)}
{\displaystyle A_{0}(x)B_{0}(x)=0\;}
Si la amplitud varía con la suficiente lentitud en comparación con la fase ({\displaystyle A_{0}(x)=0}), se deduce que:
{\displaystyle B_{0}(x)=\pm {\sqrt {2m\left(E-V(x)\right)}},}
que sólo es válido cuando la energía total es mayor que la energía potencial, como es siempre el caso en movimiento clásico. Después que el mismo procedimiento sobre el siguiente orden de la expansión se deduce que:
{\displaystyle \Psi (x)\approx C_{0}{\frac {e^{i\int \mathrm {d} x{\sqrt {{\frac {2m}{\hbar ^{2}}}\left(E-V(x)\right)}}+\theta }}{\sqrt[{4}]{{\frac {2m}{\hbar ^{2}}}\left(E-V(x)\right)}}}}
De otro lado, si se varía la fase que varía lentamente (en comparación con la amplitud), ({\displaystyle B_{0}(x)=0}) entonces
{\displaystyle A_{0}(x)=\pm {\sqrt {2m\left(V(x)-E\right)}}}
El cual es solo válido cuando la energía potencial es más grande que la energía total (el régimen en el que túnel cuántico ocurre). rectificando el siguiente orden en el campo de expansión.
{\displaystyle \Psi (x)\approx {\frac {C_{+}e^{+\int \mathrm {d} x{\sqrt {{\frac {2m}{\hbar ^{2}}}\left(V(x)-E\right)}}}+C_{-}e^{-\int \mathrm {d} x{\sqrt {{\frac {2m}{\hbar ^{2}}}\left(V(x)-E\right)}}}}{\sqrt[{4}]{{\frac {2m}{\hbar ^{2}}}\left(V(x)-E\right)}}}.}
Se desprende del denominador, que ambas de las soluciones aproximadas divergen cerca del punto de inflexión clásico donde {\displaystyle E=V(x)} y no puede ser válida. Estas son las soluciones aproximadas lejos del valle del potencial y por debajo del valle del potencial. Lejos del valle del potencial, la partícula actúa similarmente a la fase-onde libre que está oscilando. Por debajo del valle de potencial, la partícula sufre cambios exponenciales en amplitud.
Para completar la derivación, las soluciones aproximadas que se encuentran en todas partes y sus coeficientes emparejados se pueden utilizar para obtener una solución aproximada global. La solución aproximada cerca de los puntos de inflexión clásicos {\displaystyle E=V(x)} esta aún por ser encontrada.
Para un punto clásico de inflexión {\displaystyle x_{1}} y cerca a {\displaystyle E=V(x_{1})}, {\displaystyle {\frac {2m}{\hbar ^{2}}}\left(V(x)-E\right)}  puede ser expandida en series de potencias:
{\displaystyle {\frac {2m}{\hbar ^{2}}}\left(V(x)-E\right)=U_{1}(x-x_{1})+U_{2}(x-x_{1})^{2}+\cdots }
De primer orden se encuentra:
{\displaystyle {\frac {\mathrm {d} ^{2}}{\mathrm {d} x^{2}}}\Psi (x)=U_{1}(x-x_{1})\Psi (x).}
Esta ecuación diferencial es conocida como la ecuación de Airy, y la solución puede ser escrita en términos de la función de Airy.
{\displaystyle \Psi (x)=C_{A}{\textrm {Ai}}\left({\sqrt[{3}]{U_{1}}}(x-x_{1})\right)+C_{B}{\textrm {Bi}}\left({\sqrt[{3}]{U_{1}}}(x-x_{1})\right).}
Esta solución debe conectar lejos y por debajo del potencial con las soluciones. Dados los dos coeficientes en un lado del punto de inflexión clásico, los dos coeficientes en el otro lado del punto de inflexión clásico se pueden determinar mediante el uso de esta solución local para conectarlos. Por lo tanto, una relación entre {\displaystyle C_{0},\theta } y {\displaystyle C_{+},C_{-}} puede ser encontrada.
Afortunadamente, las funciones de Airy divergen en seno, coseno y funciones exponenciales en los límites adecuados. La relación puede ser encontrada para ser de la siguiente manera (a menudo referido como "fórmulas de conexión"):
{\displaystyle {\begin{aligned}C_{+}&=+{\frac {1}{2}}C_{0}\cos {\left(\theta -{\frac {\pi }{4}}\right)},\\C_{-}&=-{\frac {1}{2}}C_{0}\sin {\left(\theta -{\frac {\pi }{4}}\right)}.\end{aligned}}}
Ahora las soluciones globales (aproximadas) pueden ser construidas.

### Precisión de la serie asintótica
La serie asintótica para {\displaystyle y(x)} es usualmente una serie divergente cuyos términos generales {\displaystyle \delta ^{n}S_{n}(x)} comienzan a aumentar después de un cierto valor {\displaystyle n=n_{\max }}. Por lo tanto, el más mínimo error obtenido por el método WKB es de orden menor al último término incluido. Para la ecuación: {\displaystyle \epsilon ^{2}{\frac {d^{2}y}{dx^{2}}}=Q(x)y} con {\displaystyle Q(x)<0} una función analítica, el valor {\displaystyle n_{\max }} y la magnitud del último término puede ser estimada como sigue (ver Winitzki 2005),

{\displaystyle n_{\max }\approx 2\epsilon ^{-1}\left|\int _{x_{0}}^{x_{*}}dz{\sqrt {-Q(z)}}\right|,}
{\displaystyle \delta ^{n_{\max }}S_{n_{\max }}(x_{0})\approx {\sqrt {\frac {2\pi }{n_{\max }}}}\exp[-n_{\max }],}

donde {\displaystyle x_{0}} es el punto en el cual {\displaystyle y(x_{0})} necesita ser evaluado y {\displaystyle x_{*}} es el punto de inflexión (complejo) donde {\displaystyle Q(x_{*})=0}, más cerca a {\displaystyle x=x_{0}}. El número {\displaystyle n_{\max }} puede ser interpretado como el número de oscilaciones entre {\displaystyle x_{0}} y el punto de inflexión más cercano. Si {\displaystyle \epsilon ^{-1}Q(x)} es una función que cambia lentamente,
{\displaystyle \epsilon \left|{\frac {dQ}{dx}}\right|\ll Q^{2},}
el número {\displaystyle n_{\max }} será grande, y el error mínimo de la serie asintótica será exponencialmente pequeño.